# Plužna
Plužna – wieś w Słowenii, w gminie Bovec. W 2018 roku liczyła 45 mieszkańców.

## Geografia
Wieś znajduje się w północno-zachodniej części Słowenii, a jej teren dochodzi do granicy słoweńsko-włoskiej. Wieś leży nad trzema strumieniami – Gijun, Boka oraz Ročica. Znajdują się tam także dwa wodospady, Boka oraz Slap Virje. W pobliżu znajdują się góry Kanin, Monte Leupa oraz szczyty grzbietu Polovnik. Ponadto poniżej wsi przepływa także rzeka Socza, do której wpływają wszystkie powyżej wymienione strumienie. W centrum wioski znajduje się kościół poświęcony św. Mikołajowi z Miry.